# Jos Hooiveld
Jos Hooiveld (* 22. April 1983 in Zeijen, Drenthe) ist ein niederländischer ehemaliger Fußballspieler. Als Abwehrspieler spielte er in den Niederlanden, Österreich, Finnland, Schweden, Dänemark, Schottland und England und gewann dabei jeweils die finnische, schwedische und dänische Meisterschaft.

## Werdegang

### Karrierestart in den Niederlanden
Hooiveld begann mit dem Fußballspielen bei der Sportvereniging Zeyen. Über Achilles 1894, LTC Assen und BVO Emmen kam er zur Jugendabteilung des SC Heerenveen. Im Mai 2003 kam er beim 5:1-Auswärtssieg über Willem II Tilburg zu seinem Debüt in der Eredivisie, als er kurz vor Spielende für den Schweden Petter Hansson eingewechselt wurde. In der folgenden Spielzeit etablierte er sich im Kader der Erstligamannschaft und wankte zwischen Startelf und Ersatzbank. Nachdem er in der ersten Saisonhälfte der Spielzeit 2004/05 nicht zum Einsatz gekommen war, verließ er den Klub im Februar 2005 auf Leihbasis in Richtung FC Zwolle, um dort den verletzten Remco Schol zu ersetzen. Beim niederländischen Zweitligisten gehörte er zum Stammpersonal und bestritt in anderthalb Jahren 45 Ligaspiele.

### Über Österreich nach Nordeuropa und Schottland
Im Sommer 2006 wechselte Hooiveld erstmals ins Ausland und spielte ein halbes Jahr für den Kapfenberger SV. Für den Klub aus der Steiermark bestritt er 14 Spiele in der zweitklassigen Ersten Liga, ehe sein Landsmann Job Dragtsma ihn Anfang 2007 nach Finnland zu Inter Turku lotste. Unter dem niederländischen Trainer entwickelte er sich zu einem der besten Spieler der Veikkausliiga und trug in der Spielzeit 2008 mit drei Toren in 23 Saisonspielen zum Gewinn des finnischen Meistertitels bei.
Im November 2008 kündigte Hooiveld seinen Abschied vom finnischen Meister an und wechselte in die schwedische Allsvenskan zu AIK. Beim Klub aus Solna unterschrieb er einen Drei-Jahres-Kontrakt. Hier etablierte er sich mit der Rückennummer „20“ als Stammkraft in der Abwehrreihe. Bis zum Saisonende kam er in 28 der 30 Ligapartien zum Einsatz und trug somit entscheidend zum Gewinn des Lennart-Johansson-Pokals für den schwedischen Meistertitel bei. Am 7. November stand er zudem mit der Mannschaft im Pokalfinale, das durch einen 2:0-Erfolg gegen IFK Göteborg gewonnen wurde. 
In der Winterpause 2009/2010 wechselte Hooiveld für eine Ablösesumme von ungefähr 18 Millionen Schwedische Kronen in die Scottish Premier League zu Celtic Glasgow, bei dem er einen Vertrag mit dreieinhalb Jahren Laufzeit unterschrieb. Kurz nach seinem Debüt verletzte er sich und blieb nach zwei Saisonspielen bis zum Sommer des Jahres ohne weiteren Einsatz. Nach dem Abgang von Landry N’Guémo übernahm er dessen Rückennummer „6“ und war zu Beginn der Spielzeit 2010/11 kurzzeitig in der Startformation und lief für den Klub auch in der Qualifikation für den Europapokal auf. Nachdem die Mannschaft gegen Sporting Braga die Qualifikation für die UEFA Champions League verpasst hatte, musste sie in den Play-offs um den Einzug in die Gruppenphase der UEFA Europa League antreten. Bei der 0:4-Niederlage im Rückspiel beim FC Utrecht, die trotz eines 2:0-Hinspielsieges das Ausscheiden bedeutete, verursachte er einen Strafstoß. In der Folge verlor er seinen Stammplatz um kam bis zum Jahresende nicht über die Rolle eines Ergänzungsspielers hinaus.
Im Januar 2011 wurde Hooiveld an den FC Kopenhagen ausgeliehen, nachdem er sich bei Celtic bis dato nicht mehr hatte durchsetzen können. Der dänische Erstligist besaß außerdem eine Kaufoption, zog diese allerdings nicht. Bei seinen elf Einsätzen in der dänischen Superliga hatte er sieben Mal in der Startformation gestanden und gewann am Ende der Saison mit der Mannschaft die dänische Meisterschaft.

### Wechsel nach England und Rückkehr nach Schweden
Für die Saison 2011/12 wurde Hooiveld abermals verliehen und schloss sich dem seinerzeitigen englischen Zweitligisten FC Southampton an, zum Jahresende 2011 wurde der Niederländer dann vollständig zu den „Saints“ transferiert. Mit der Mannschaft stieg er im Sommer 2012 in die Premier League auf, dabei hatte er in 39 Zweitligaspielen mit sieben Saisontoren entscheidend dazu beigetragen. Im Anschluss an eine 1:4-Niederlage bei West Ham United am achten Spieltag verlor er jedoch in der höchsten englischen Spielklasse seinen Stammplatz und wurde von Nigel Adkins nur noch vereinzelt eingesetzt. Nach Adkins' Demission Mitte Januar 2013 kehrte er unter dessen Nachfolger Mauricio Pochettino wieder in die Stammformation zurück und bestritt somit insgesamt 25 Saisonspiele, blieb dabei aber ohne Torerfolg.
In der Spielzeit 2013/14 rückte Hooiveld auch unter Pochettino ins zweite Glied und kam nicht über drei Einsätze als Einwechselspieler hinaus. Zwar übernahm mit Ronald Koeman im Sommer 2014 ein Landsmann das Training bei den „Saints“, er wurde jedoch an den Absteiger Norwich City verliehen. Bei den „Canaries“ lief er bis November sechs Mal in der zweiten Liga auf, so dass anschließend das ursprünglich bis Saisonende gedachte Leihgeschäft abgebrochen wurde und er im Januar vom FC Southampton an den Zweitligisten FC Millwall verliehen wurde.
Im Sommer 2015 kehrte Hooiveld nach Schweden zurück und schloss sich abermals dem AIK an, bei dem er einen bis 2017 gültigen Vertrag unterzeichnete. Unter Trainer Andreas Alm war er auf Anhieb Stammspieler und bestritt bis zum Ende der Spielzeit 2015, die er mit dem Klub als Tabellendritter abschloss, elf Ligaspiele. Zu Beginn der folgenden Spielzeit noch Stammspieler, war er ab Mai unter Alms Nachfolger Rikard Norling nur noch zweite Wahl. Erst im Juli kehrte er in die Startelf zurück, in der Qualifikation zur Gruppenphase zur UEFA Europa League 2016/17 schied er jedoch mit der Mannschaft um Nils-Eric Johansson, Stefan Ishizaki, Eero Markkanen, Amin Affane und Patrik Carlgren nach zwei Niederlagen gegen Panathinaikos Athen aus.

### Karriereende
Mitte 2016 spielte er für den FC Twente. Nach dem Abstieg 2018 verließ er den FC Twente für den American Orange County SC. Mit diesem Verein gewann er die reguläre Saison der USL Western Conference, schied aber früh in den Play-offs mit dem Verein aus. Ende 2018 beschloss Hooiveld, mit dem Fußballspielen aufzuhören.
Nach seiner aktiven Fußballkarriere hat sich Hooiveld auf die Vermarktung einer individuellen Entwicklungs-App konzentriert.
2023 wurde er Teammanager bei der ersten Mannschaft des FC Groningen.